# Moritz von Mettingh
Moritz Freiherr von Mettingh (* 29. April 1827 in Starnberg; † 22. August 1907 in München) war ein bayerischer Adliger. Er wurde als Sohn des Forstmeisters Freiherr Karl von Mettingh (1791–1871) geboren. Zusammen mit seinem Bruder, Fritz von Mettingh, wurde er am 13. Mai 1827 im Schloss Starnberg von Diakon Ludwig Friedrich Beck evangelisch getauft. Der Taufe sollen auch seine evangelischen Großeltern (aus dem Bankhaus Bethmann) aus Frankfurt am Main und der Germanist Johann Andreas Schmeller beigewohnt haben.

## Erbe/Familie
Von der verstorbenen Mutter Clara Freifrau von Mettingh († 7. Januar 1880) erbte er in Gemeinschaft mit seiner Schwester, Freifrau Bertha von Wulffen (* 16. Januar 1824), und seinem Bruder, Friedrich Freiherr von Mettingh (* 18. April 1826; † 8. Juli 1891), Wohnung mit Hofraum in den Anwesen Nr. 3, 5, 7, Akademiestraße, Nr. 98 in der Türkenstraße in München.
Moritz Freiherr von Mettingh war seit 10. Oktober 1878 mit der Witwe Caroline Creszenz Hoffmann, geborene Kramer (* 8. August 1842; † 9. März 1885), verheiratet. Die Ehe hatte jedoch nicht lange Bestand.

## Ausbildung/Beruf
1815 wurden die Freiherrn von Mettingh in das Bayerische Adelsmatrikel aufgenommen.
Mettingh erhielt 1899 den Verdienstorden vom hl. Michael IV. Klasse und 1903 die III. Klasse; 1906 erhielt er die Prinzregent-Luitpold-Medaille in Silber.
Wegen Nervenleiden musste Moritz Frh. von Mettingh sein Studium abbrechen; die Wiederaufnahme des Jurastudiums in Heidelberg und Erlangen erfolgte 1855.
Nach dem Examen war er juristisch tätig, ehe er wieder an Nervenleiden erkrankte. Sein Studium in München: Sprachen, historische und kunsthistorische Studien. Seine Berufsbezeichnung: „Partikulier“ (= Privatier). Zu seinem weiteren beruflichen Werdegang ist nur bekannt, dass er um 1885 als Kammerjunker in königliche Dienste trat und dass er 1903 zum königlichen Kämmerer ernannt wurde, wobei dieser Hoftitel nichts mit Finanzen zu tun hat, sondern seine Bedeutung als „Kammerherr“ zu sehen ist.
Das Bürgerrecht in München erhielt Moritz von Mettingh am 22. November 1886.

## Stiftungen
Stiftungen, deren Bekanntgabe er aber zu Lebzeiten ablehnte:
- Stiftung für ein Gewerbestipendium 1893 mit 50.000 Goldmark
- 1903: Aussteuer für junge Mädchen

Stiftungen gingen auch an den ehemaligen Bezirksamtsbereich Griesbach:
- Verein für ambulante Krankenpflege und Pfündnerinnenheim in Griesbach
- für die Errichtung von Kinderbewahranstalten in Birnbach, Aigen, Griesbach, Pocking, Rotthalmünster und Kößlarn (im Jahr 1900 mit einem Betrag von 10.000 M)
- für die Errichtung eines Kindergartens in Tettenweis
- die Stiftung einer Suppenanstalt (Verabreichung warmer Suppen während der Wintermonate)

Weitere landesweite Stiftungen.
Die gesamten Stiftungen betrugen insgesamt 500.000 Mark.
Er war Mitglied und Förderer im Künstler-Unterstützungsverein, im Verein für Ferienkolonien und im Witwen- und Waisenunterstützungsverein der Volksschullehrer.
Für seine wohltätigen Stiftungen wurde 1910 eine kleine Straße in München-Neuhausen nach Moritz von Mettingh benannt.

## Hobbys
Er war Dilettant in der Erstellung von Landschaftsbildern, seine Zeichnungen vermachte er der Stadt Erlangen und so befinden sie sich heute im Stadtarchiv Erlangen.

## Grabstätte

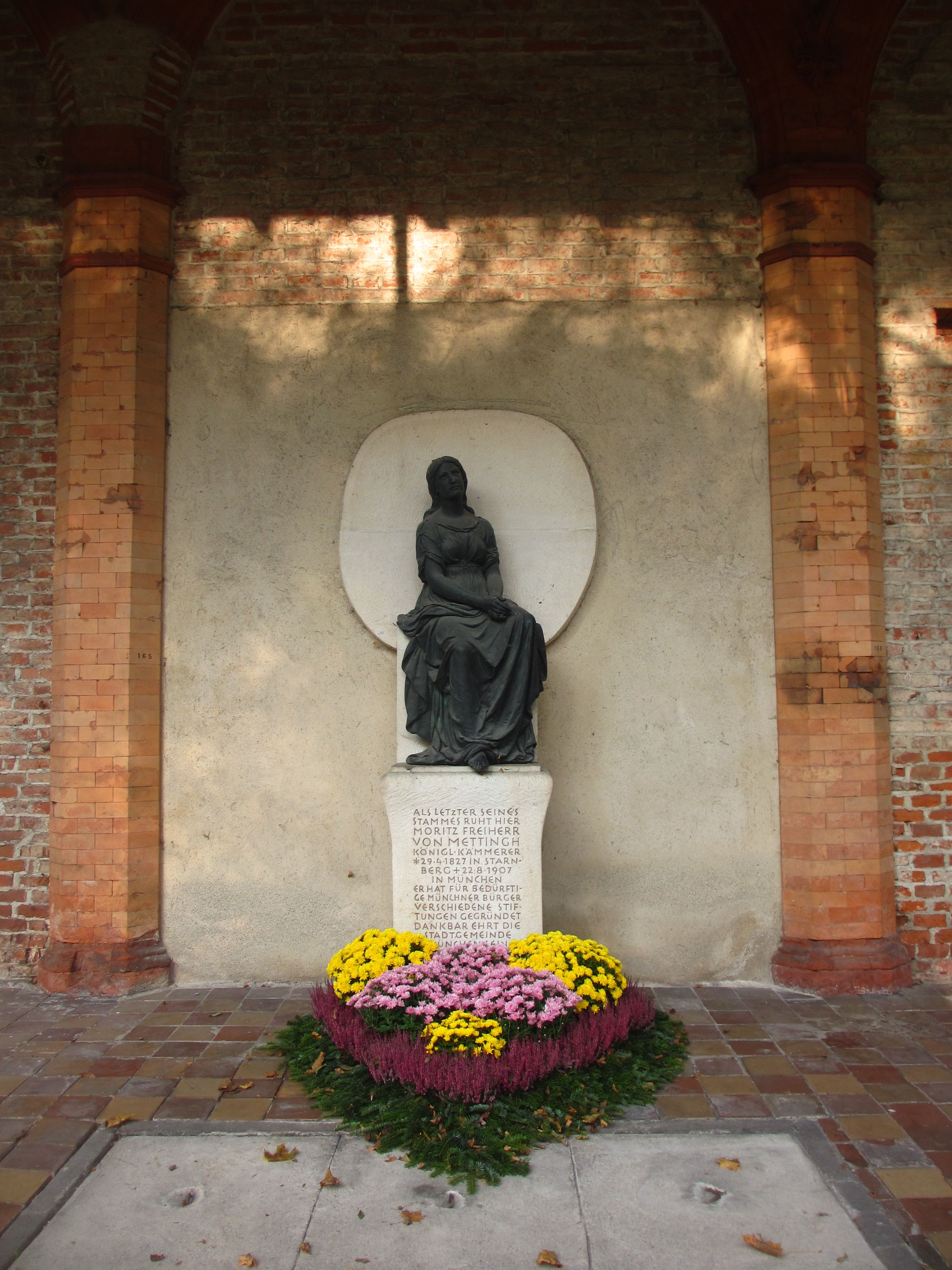
Grab von Moritz Mettingh auf dem Alten Südlichen Friedhof in München

Die Grabstätte von Moritz  Mettingh befindet sich auf dem Alten Südlichen Friedhof in München (Neu Arkaden Platz 165 bei Gräberfeld 30) Standort. Ersatzgrabstein (Original kriegsbedingt verloren); das Grabmal trägt folgende Inschrift: „Als letzter seines Stammes ruht hier Moritz Freiherr von Mettingh königl. Kämmerer * 29.4.1827 in Starnberg † 22.8.1907 in München. Er hat für bedürftige Münchner Bürger verschiedene Stiftungen gegründet. Dankbar ehrt die Stadtgemeinde München sein Andenken.“